# Effry
Effry ist eine französische Gemeinde mit 313 Einwohnern (Stand: 1. Januar 2022) im Département Aisne in der Region Hauts-de-France. Sie gehört zum Arrondissement Vervins, zum Kanton Hirson und zum Gemeindeverband Trois Rivières.

## Geografie
Die Gemeinde Effry liegt an der oberen Oise im Nordosten der Landschaft Thiérache, sieben Kilometer westlich von Hirson und 17 Kilometer südwestlich der Grenze zu Belgien. Nachbargemeinden von Effry sind Wimy im Norden, Ohis im Osten, Étréaupont im Süden und Luzoir im Westen.

## Geschichte
Während des Ersten Weltkriegs befand sich in Effry ein deutsches Lazarett, in dem zwischen eintausend und zweitausend Verwundete untergebracht waren. Die Leichen von 681 Soldaten, die in dem Lazarett starben, sind auf dem Soldatenfriedhof neben dem Zivilfriedhof begraben. 

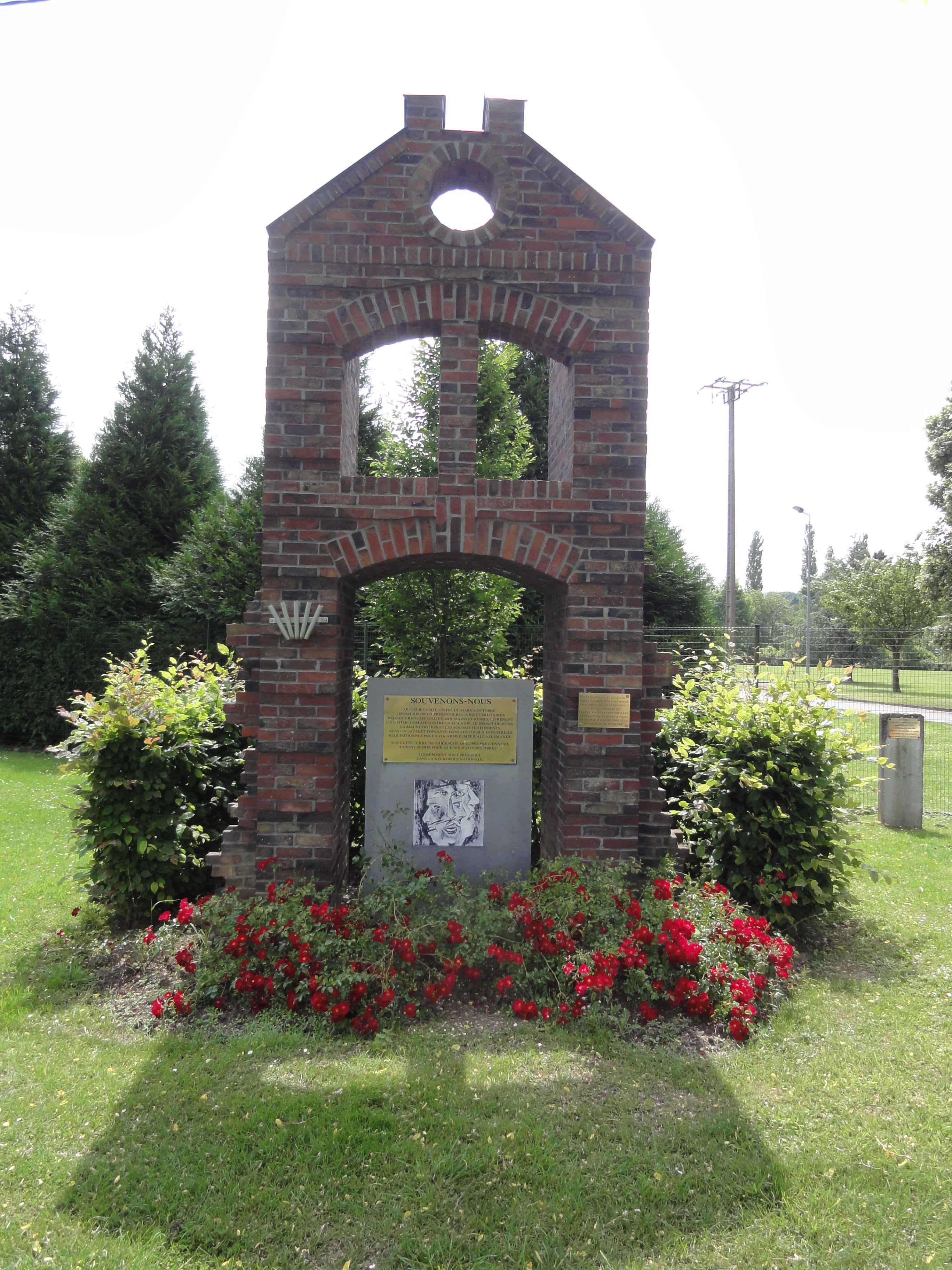
Gedenkstein des deutschen Lazaretts
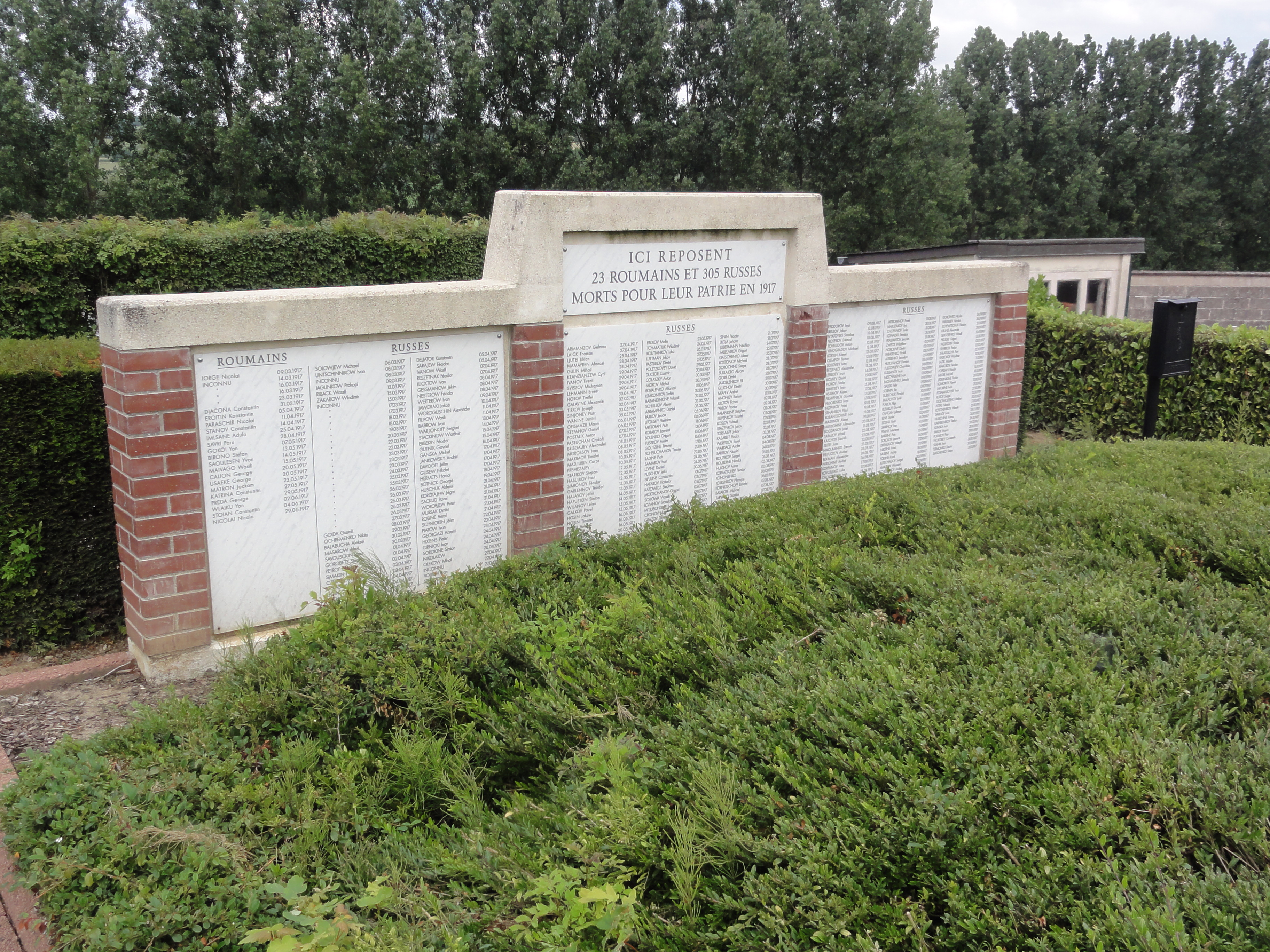
Soldatenfriedhof Effry
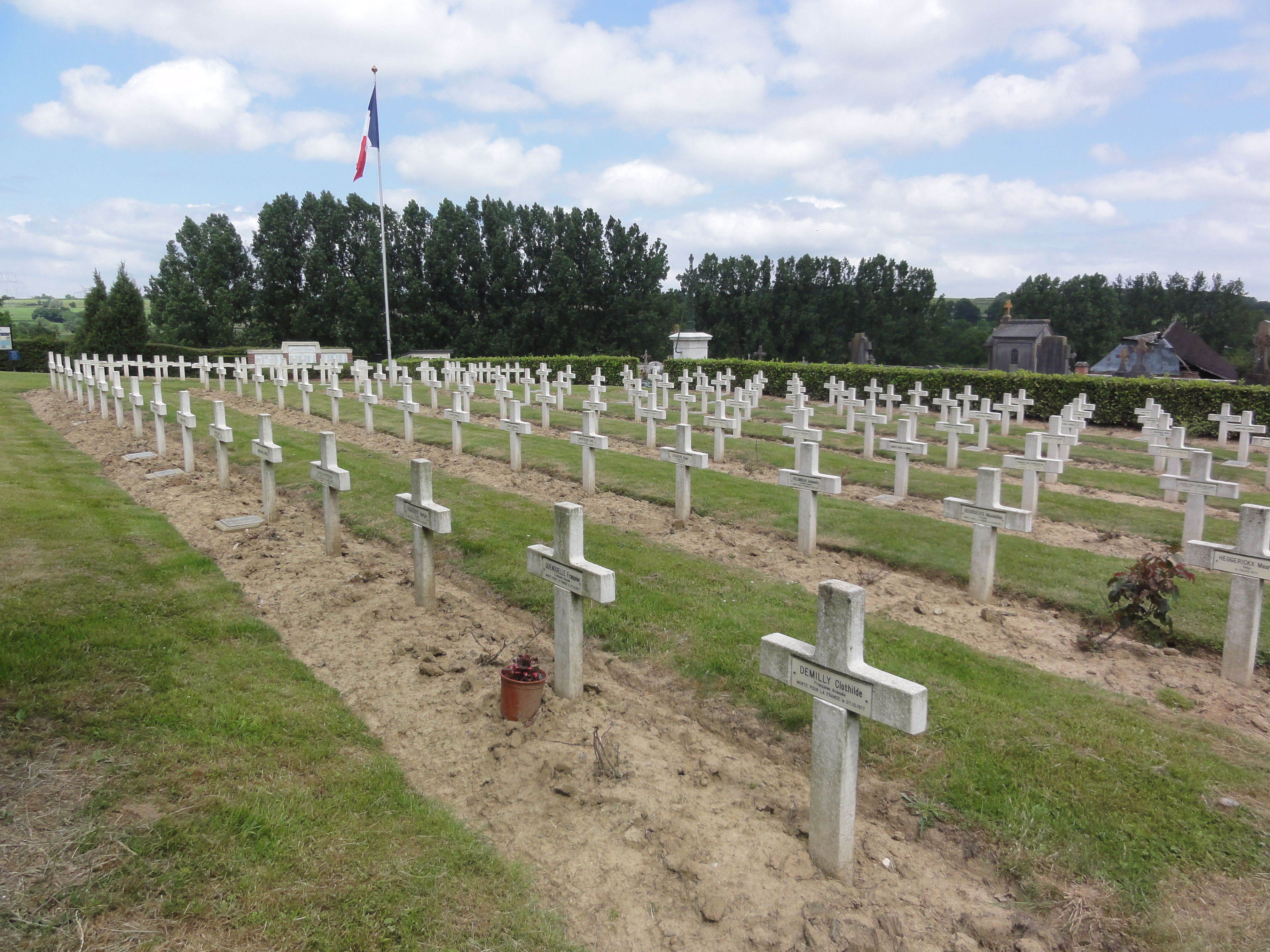
Soldatenfriedhof Effry, individuelle Gräber

## Bevölkerungsentwicklung
| Jahr                       | 1962 | 1968 | 1975 | 1982 | 1990 | 1999 | 2010 | 2021 |
| -------------------------- | ---- | ---- | ---- | ---- | ---- | ---- | ---- | ---- |
| Einwohner                  | 638  | 606  | 526  | 392  | 402  | 403  | 353  | 316  |
| Quellen: Cassini und INSEE |      |      |      |      |      |      |      |      |

## Sehenswürdigkeiten
- Kirche Saint-Laurent
- Wassermühle

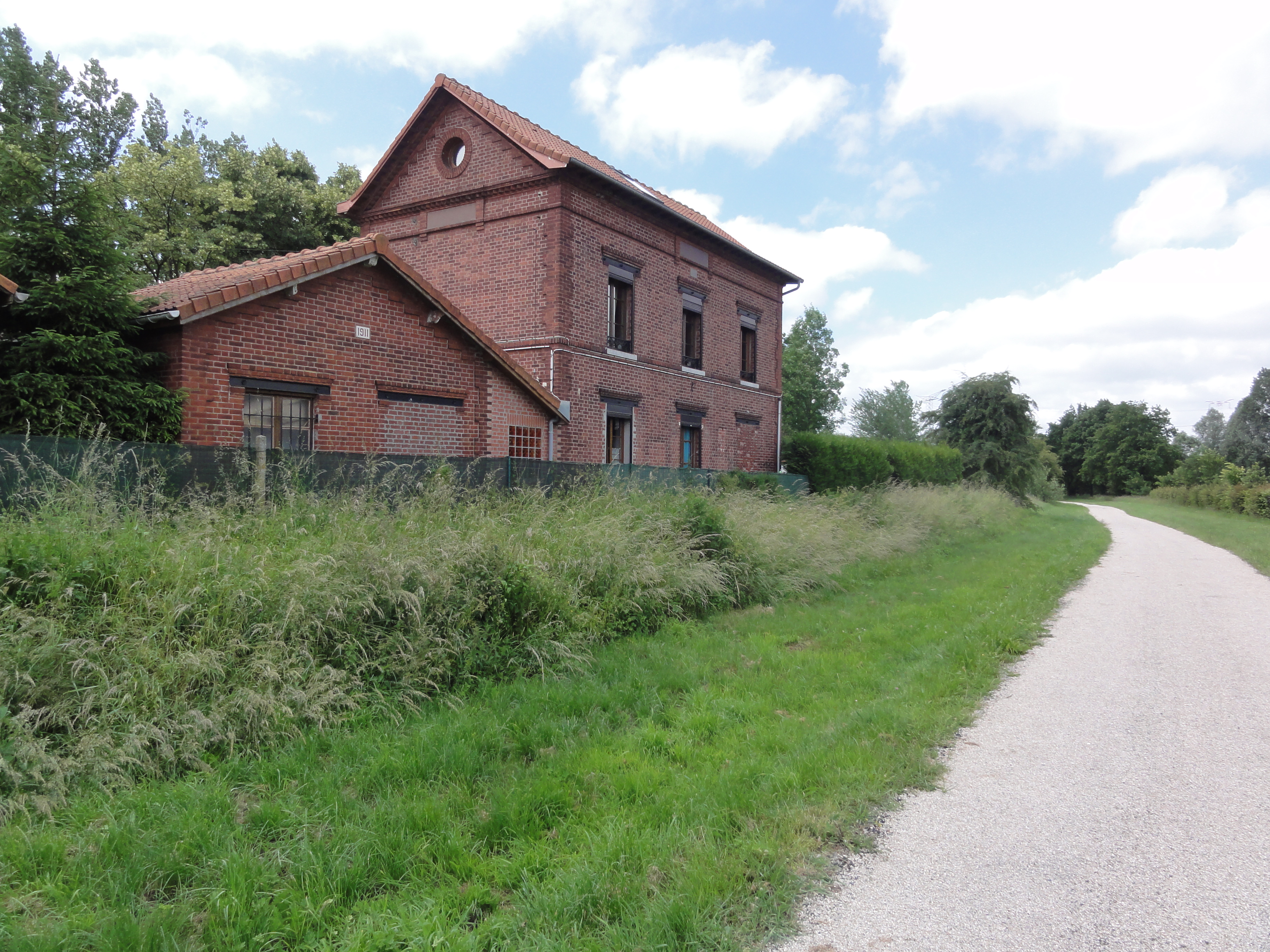
Ehemaliger Bahnhof
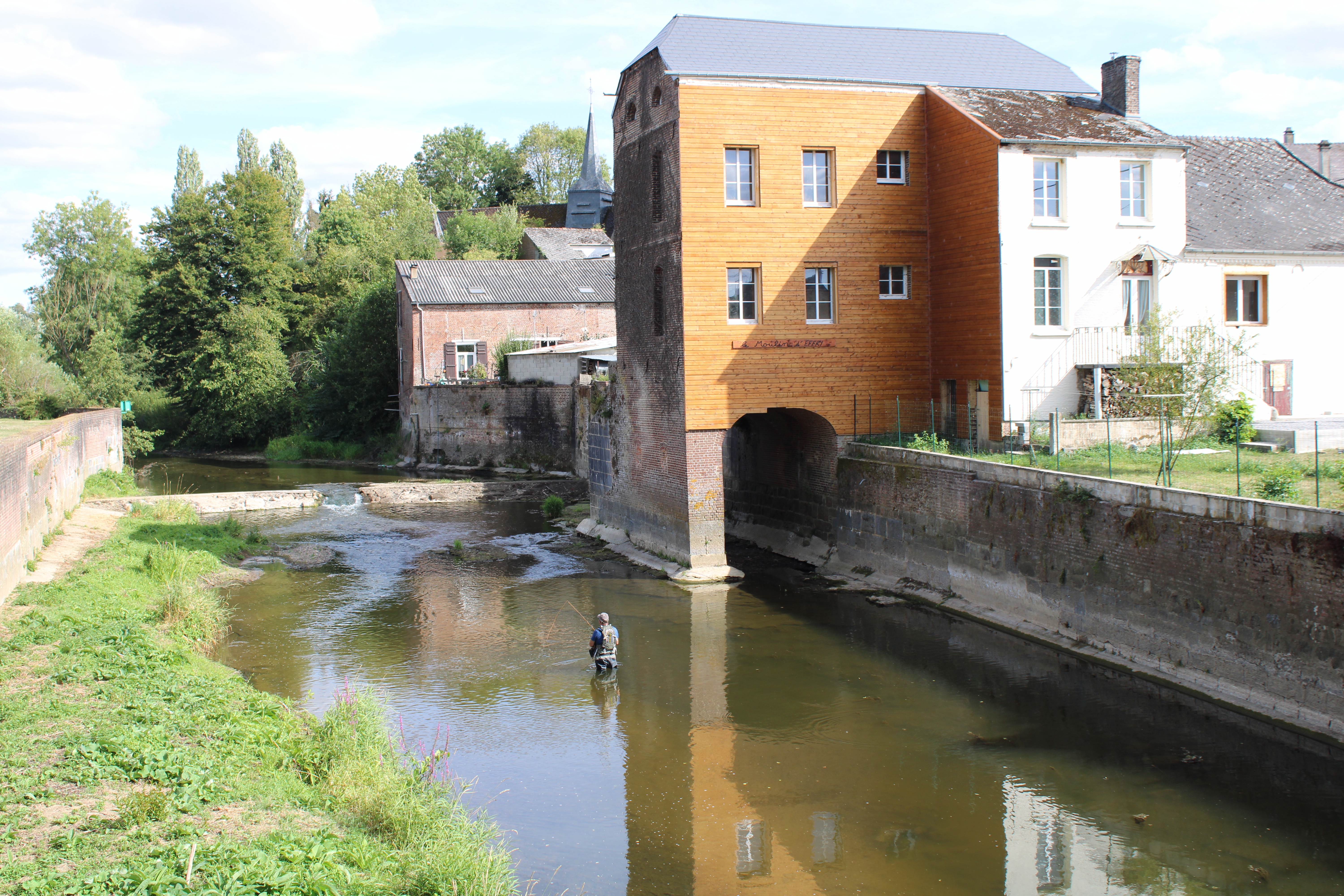
Wassermühle
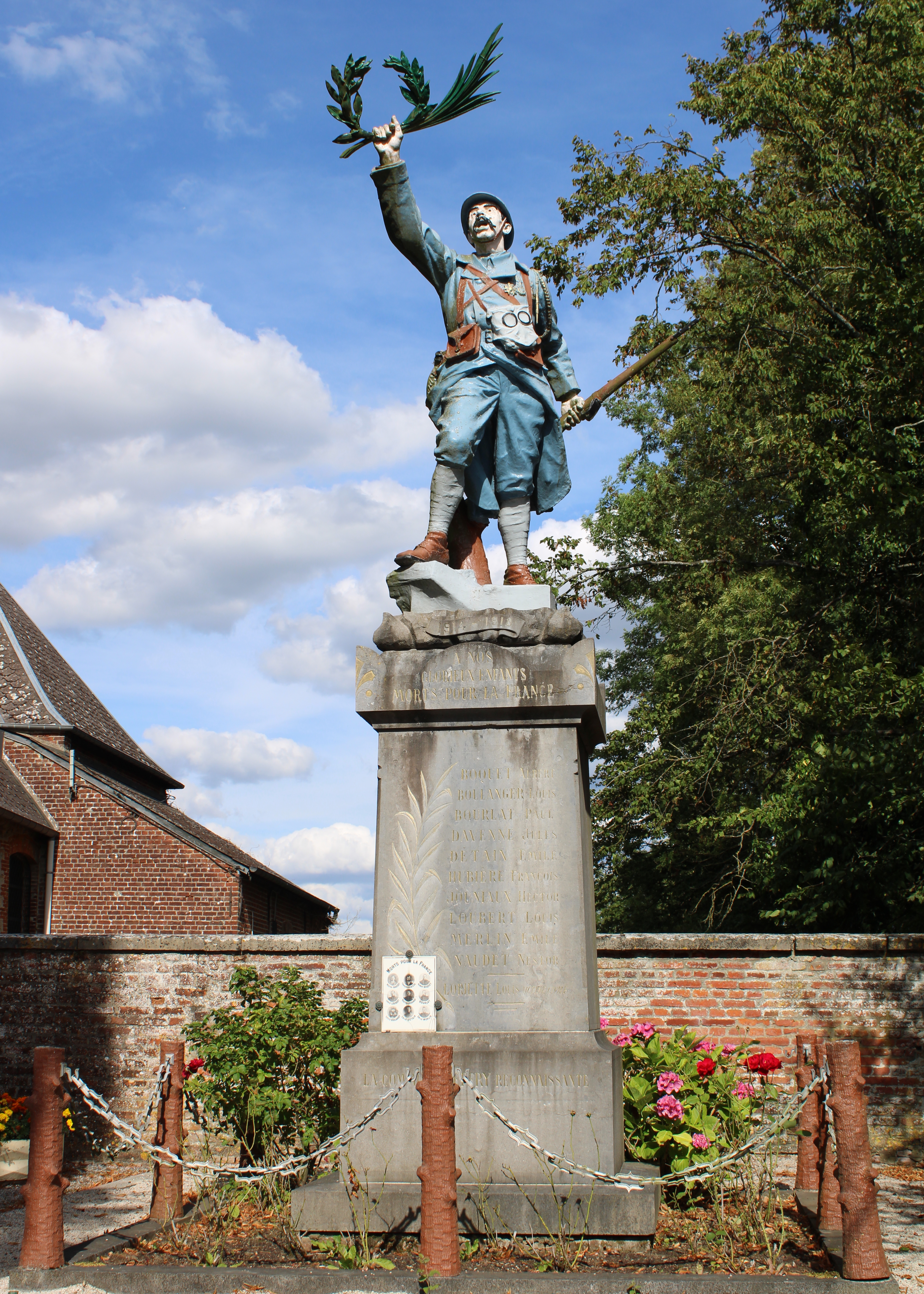
Gefallenendenkmal